# Itapecuru-Mirim
Itapecuru-Mirim, auch Itapecuru Mirim, deutsch Klein-Itapecuru, amtlich portugiesisch Município de Itapecuru-Mirim, ist eine Gemeinde im brasilianischen Bundesstaat Maranhão am Rio Itapecuru. Die Bevölkerungszahl wurde zum 1. Juli 2020 auf 68.723 Einwohner geschätzt, die Itapecuruenser (itapecuruenses) genannt werden und auf einer Gemeindefläche von rund 1478,6 km² leben. Die Bevölkerungsdichte liegt rechnerisch bei 42 Personen pro km². Sie steht an 17. Stelle der 217 Munizips des Bundesstaates. Die Entfernung zur Hauptstadt São Luís beträgt 108 km.
2009 trat der Rio Itapecuru über die Ufer, von der Überschwemmung waren 6000 Einwohner betroffen.

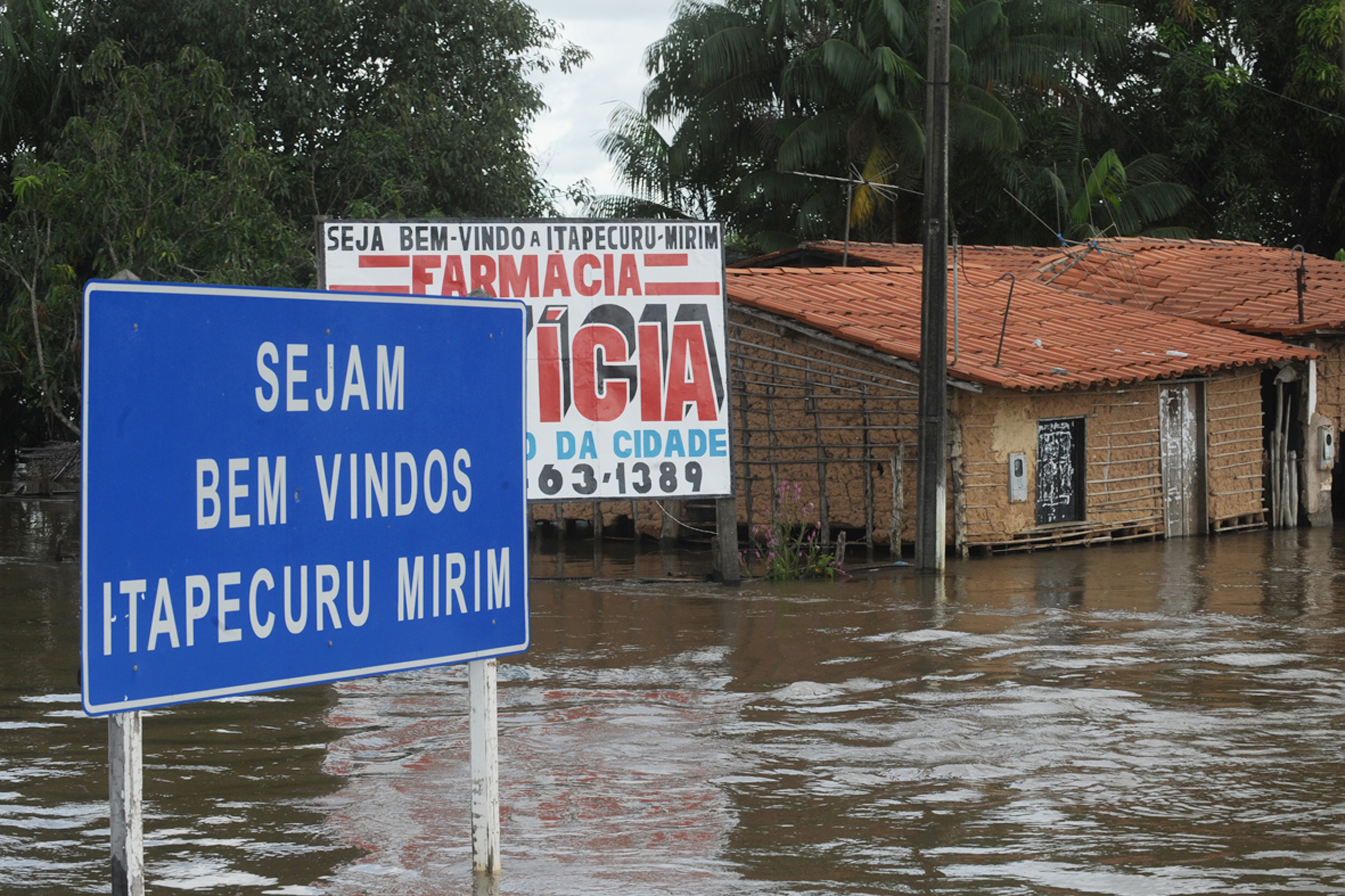
Hochwasser 2009

## Geographie
Umliegende Gemeinden sind im Norden Santa Rita und Presidente Juscelino im Süden Cantanhede, im Osten Presidente Vargas und Vargem Grande, im Westen Anajatuba und Miranda do Norte.
Die Gemeinde hat tropisches Klima, Aw nach der Klimaklassifikation nach Köppen und Geiger. Die Durchschnittstemperatur ist 27,3 °C. Die durchschnittliche Niederschlagsmenge liegt bei 1632 mm im Jahr.

## Kommunalpolitik
Bei der Kommunalwahl 2016 wurde Miguel Lauand Fonseca des Partido Republicano Brasileiro (PRB) zum Stadtpräfekten gewählt. Bei der Kommunalwahl 2020 wurde er von dem „Coroba“ genannten Benedito de Jesus Nascimento Neto des Partido Socialista Brasileiro (PSB) als Bürgermeister für die Amtszeit 2021 bis 2024 abgelöst.